# Tomentella subamyloidea
Tomentella subamyloidea är en svampart som beskrevs av Agerer 2001. Tomentella subamyloidea ingår i släktet Tomentella och familjen Thelephoraceae.   Inga underarter finns listade i Catalogue of Life.